# Georges Gurvitch

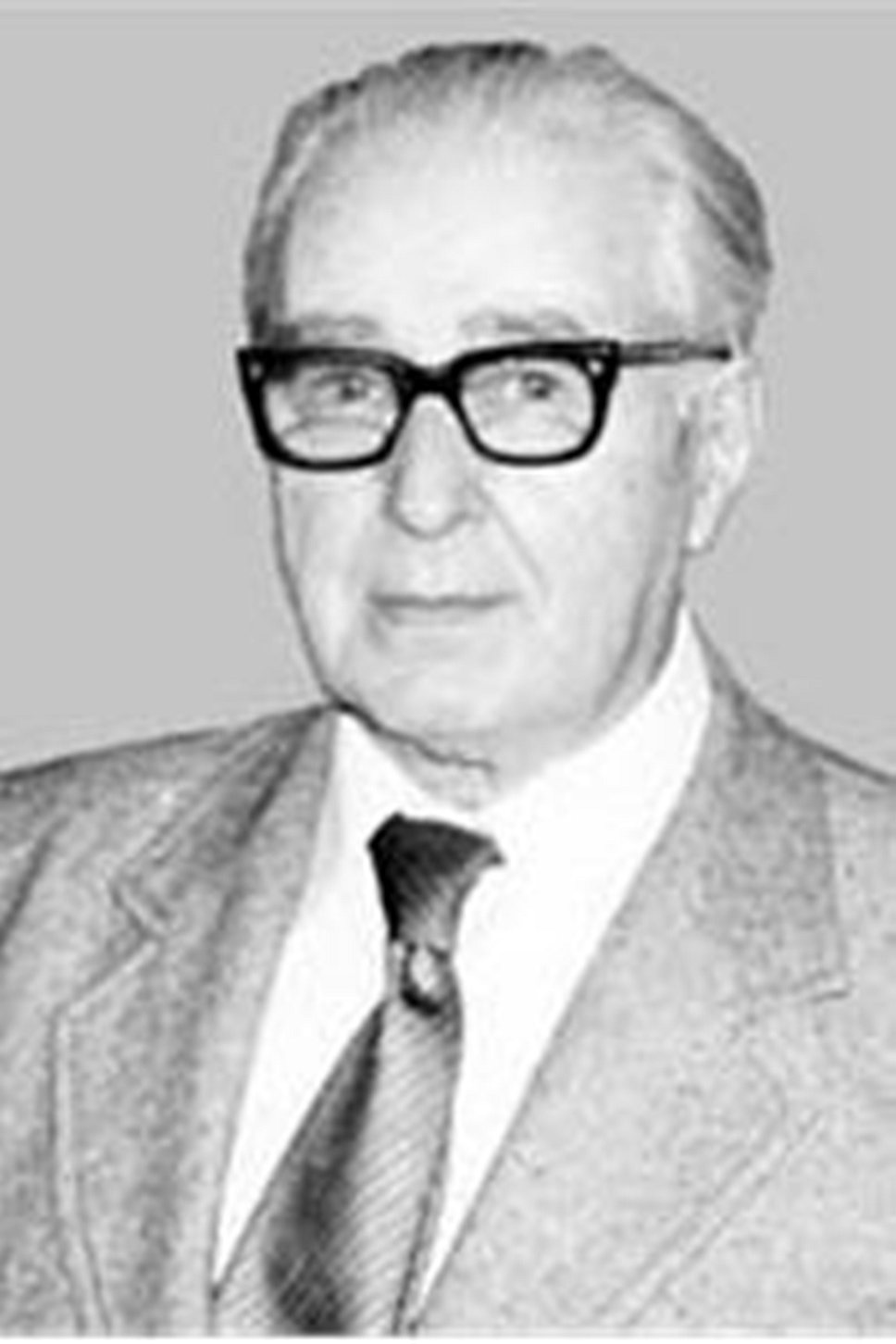
Georges Gurvitch

Georges Gurvitch (* 2. November 1894 in Noworossijsk; † 12. Dezember 1965 in Paris) war ein russisch-französischer Soziologe.

## Leben
Nach dem Studium der Philosophie an den Universitäten St. Petersburg, Heidelberg und Universität von Paris wurde er Lehrbeauftragter an der Universität St. Petersburg und beteiligte sich an der russischen Oktoberrevolution. Als er in Konflikt mit den Bolschewiki geraten war, verließ er die Sowjetunion und siedelte erst nach Prag um, wo er an der Universität einen Lehrauftrag erhielt. Danach emigrierte er und kam 1925 nach Frankreich, wo er 1929 die französischen Staatsbürgerschaft erhielt. Von 1927 bis 1929 hatte er einen Lehrauftrag an der Sorbonne über Tendenzen der deutschen Philosophie. Nach seiner Habilitation im Jahre 1932 wurde er 1934 außerplanmäßiger Professor an der Universität Bordeaux und ein Jahr darauf Nachfolger von Maurice Halbwachs auf dem Soziologie-Lehrstuhl an der Universität Straßburg. Im Zweiten Weltkrieg emigrierte er in die Vereinigten Staaten, wo er Gastprofessor an der New School for Social Research war. Nach Kriegsende lehrte er wieder in Straßburg und wurde 1948 auf den Lehrstuhl für Soziologie an der Sorbonne berufen. 1950 wurde er zudem Forschungsdirektor an der École pratique des hautes études. In den 1950er-Jahren gehörte er zu den führenden Vertretern seines Faches in Frankreich.

## Gurvitchs Soziologieverständnis
Nach seiner Rückkehr nach Frankreich Ende 1945 beteiligte Gurvitch sich zusammen mit Georges Friedmann, Gabriel Le Bras, Jean Stœtzel und anderen am Wiederaufbau der französischen Soziologie, die bis zum Weltkrieg von Durkheiminanern dominiert gewesen war. Gurvitch orientiert sich ebenfalls an der Soziologie Émile Durkheims, begründete aber eine Schule, die sich von ihm abgrenzte.
In La vocation actuelle de la sociologie (1950) definierte er die programmatischen Grundlagen einer „differentiellen Soziologie“. Als Wissenschaft von den „sozialen Totalphänomenen“ umfasse sie im makrosoziologischen Bereich abgestufte Ebenen der sozialen Wirklichkeit. Im mikrosoziologischen Bereich erfasse sie die Erscheinungsformen der Soziabilität bzw. Kollektivität. In Déterminismes sociaux et liberté humaine (1955) reflektiert Gurvitch erstmals systematisch über die Frage der Zeit. Es gehe darum, die Scheindebatten, eine Erbschaft der Philosophen und der Pioniere der Sozialwissenschaften, zu überwinden, also Gegensätze wie Individuum vs. Gesellschaft, Freiheit vs. Notwendigkeit, qualitative Zeit vs. quantitative Zeit etc. Gurvitch zufolge ist soziale Realität immer vielfältig und in actu. Die Soziologie müsse sich reduktionistischer Erklärungsweisen erwehren.
Zwei Übersetzungen seiner französischsprachigen Arbeiten ins Deutsche erschienen in der Reihe Soziologische Texte:
- Grundzüge der Soziologie des Rechts. (= Soziologische Texte. Band 6). Vom Verfasser autorisierte deutsche Ausgabe mit einer internationalen Bibliographie der Rechtssoziologie von Paul Trappe. Übersetzt von Hans Naumann und Sigrid von Massenbach. Luchterhand, Neuwied 1960 (Zweite Auflage: Luchterhand, Darmstadt/Neuwied 1974, ISBN 3-472-72506-0).
- Dialektik und Soziologie. (= Soziologische Texte. Band 23). Übersetzt und mit einem Nachwort versehen von Lutz Geldsetzer. Luchterhand, Neuwied / Berlin 1965, DNB 451734904.